# Фактори термінації транскрипції
Фактори термінації транскрипції — білки, що беруть участь в завершенні (термінації) транскрипції — процесу синтезу РНК на ДНК. Еукаріотичні фактори термінації абсолютно необхідні для термінації трансляції. Бактеріальні фактори термінації не завжди є необхідними: інвертований повтор в мРНК, після якого слідує послідовність урацилів, може сформувати структуру стабла-пітлі (або шпильки), яка дестабілізує комплекс РНК-полімерази та викликає Ро-незалежну термінацію трансляції.
Найкраще всього досліджений процес термінації трансляції бактерії Escherichia coli. Білок Ро впізнає багату на цитозин ділянку мРНК, проте він вимагає додаткових особливостей послідовності, які залишаються невідомими. Білок Ро формує гексамерне кільце, яке просувається уздовж мРНК у напрямку до РНК-полімерази, гідролізуючи АТФ. Коли білок Ро досягає комплексу РНК-полімерази, транскрипція закінчується дисоціацією полімерази від ДНК. Структура і активність білка Ро нагадують структуру і активність F1 субодиниці АТФ-синтази, підтримуючи теорію спільного еволюційного походження цих білків. Цей процес може бути перешкожений деякими антибіотиками, наприклад, біцикломіцином.
Процес термінації транскрипції менш досліджений у еукаріотів, які проводять значну посттранскрипційну обробку мРНК. Кожен з трьох видів еукаріотичних РНК-полімераз має власні особливості термінації. Наприклад, еукаріотичні фактори термінації зв'язуються з ділянкою сигналу термінації і впливають на РНК-полімеразу II, коли та наближується, примушуючи її відділитися від мРНК протягом наступних 300 пар основ. Ця ділянка у 300 пар основ потів усувається у процесі посттранскрипційної модифікації перед додавання поліаденилового хвосту.